# Dwa Plus Jeden (EP)
Dwa Plus Jeden – minialbum polskiego zespołu 2 plus 1, wydany w 1976 roku nakładem Tonpressu.

## Ogólne informacje
Była to trzeci minialbum zespołu. Składał się z dwóch singli 7-siedmiocalowych i łącznie zawierał cztery utwory, w tym duży przebój „Odpłyniesz wielkim autem”. Wydawnictwo posiadało rozkładaną okładkę. Większość materiału z tego minialbumu znalazła się na wydanej w 2007 roku składance CD XXI wiek – Platynowe przeboje, z pominięciem „Odpłyniesz wielkim autem”.

## Lista utworów
Dysk 1:
A. „Odpłyniesz wielkim autem” - 3:45
B. „Miłość Narcyza” - 3:20
Dysk 2:
A. „Śpiewanki, malowanki” - 4:10
B. „Oj, biedne panny” - 3:00

## Twórcy
- Elżbieta Dmoch – wokal, flet
- Janusz Kruk – wokal, gitara
- Andrzej Krzysztofik – gitara basowa, wokal